# Christi-Himmelfahrts-Kirche (Mehala)
Die Christi-Himmelfahrts-Kirche (rumänisch Biserica Înălțarea Domnului) ist eine rumänisch-orthodoxe Kirche in der Strada Cloșca 15 im V. Stadtbezirk Mehala der westrumänischen Stadt Timișoara (deutsch Temeswar) und liegt dort an der Piața Avram Iancu.

## Geschichte
Im Jahre 1887 trennte sich in diesem Bezirk die orthodoxe Parochie in eine rumänisch-orthodoxe und eine serbisch-orthodoxe Glaubensgemeinschaft, und die Nicolaikirche wurde den serbisch-orthodoxen Gläubigen zugesprochen. Die rumänisch-orthodoxen Gläubigen errichteten in der Nachbarschaft an der Piața Avram Iancu ihre eigene Kirche, die allerdings nach 25 Jahren wegen Baufälligkeit ersetzt werden musste.
An der gleichen Stelle fand am 4. November 1925 die Grundsteinlegung des größten Gebäudes der Mehala, der rumänisch-orthodoxen Himmelfahrtkirche (Biserica Inaltarea Domnului) statt. Bei den Feierlichkeiten waren König Ferdinand I. von Rumänien, Königin Maria, Erbprinz Carol und Erbprinzessin Ileana anwesend. Im Rahmen der Feier wurde eine vom König unterzeichnete Urkunde beigelegt. Die Kirche, gebaut nach den Plänen des Architekten Victor Vlad, wurde nach einer Bauzeit von fast zwölf Jahren am 10. Oktober 1937 eingeweiht.
Zu dieser Zeit bestand die Gemeinde aus etwa 4000 Familien mit etwa 10.000 Gläubigen.